# Nosič náboje
Nosič náboje je ve fyzice volná částice přenášející elektrický náboj, zejména částice nesoucí elektrický proud v elektrických vodičích. Příkladem jsou elektrony a ionty. V prostředku proudu může na tyto částice působit elektrické pole, které způsobí čistý pohyb částic prostředkem; toto představuje elektrický proud. U různých prostředků proudu nesou náboj různé částice:
V kovech jsou nosičem náboje elektrony. Jeden nebo dva z vnějších valenčních elektronů z určitého atomu se mohou volně pohybovat v krystalové mřížce kovu. Volné elektrony tvoří elektrický proud. Oblak volných elektronů se nazývá Fermiho plyn.
V elektrolytech jako je mořská voda jsou nosičem náboje rozpuštěné kationty a anionty. Podobně jako kationty a anionty oddělené z kapaliny sloužící jako nosiče náboje v kapalinách a roztavených iontových sloučeninách (např. Hall-Héroult proces jako příklad elektrolýzy taveniny).
V plazmatu, třeba u elektrického proudu v plynech, fungují elektrony, kationty ionizovaného plynu a odpařené materiály z elektrod jako nosiče náboje. (K vypařování elektrody dochází i ve vakuu, ale pak se to technicky vzato neodehrává ve vakuu, ale v nízkotlakých elektrodových parách.)
Ve vakuu, v elektrickém oblouku nebo v elektronkách se volné elektrony chovají jako nosiče náboje.
V polovodičích jsou uznávány dva druhy nosičů náboje. První z nich je elektron. Kromě toho je vhodné upravit pohybující se volná místa ve valenčním pásu pro obydlení elektronovu dírou jako druhý typ nosiče náboje, který nese kladný náboj.

## Koncentrace volného náboje
Koncentrace volného náboje je koncentrace volného náboje v "dopovaném" polovodiči. Je to podobné jako koncentrace nosičů v kovech a pro účely výpočtu proudu nebo proudových rychlostí jej lze použít stejným způsobem. Volné nosiče jsou elektrony nebo elektronové díry, které byly zavedeny přímo do proudu valenčního pásu "dopingem" a nebyly přitom tepelně podporovány. Z toho důvodu není elektron a díra dvojice nosičů, jeden druhého zanechá na jiném pásu.